# 姆博卡亞蒂德爾亞吉

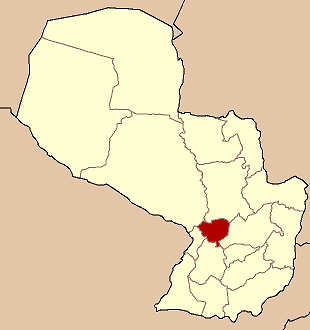

姆博卡亞蒂德爾亞吉（西班牙語：Mbocayaty del Yhaguy），是巴拉圭的城鎮，位於該國中部，由科迪勒拉省負責管轄，面積236平方公里，海拔高度105米，2002年人口4,051，人口密度每平方公里15.34人。